# 1838 en Belgique
Chronologie de la Belgique
- 1834
- 1835
- 1836
- 1837
- 1838
- 1839
- 1840
- 1841
- 1842

Cette page recense des événements qui se sont produits durant l'année 1838 du calendrier grégorien en Belgique.

## Chronologie

### Mars
- 14 mars : le roi Guillaume Ier accepte le traité des 24 articles du 15 octobre 1831 en reconnaissant l’indépendance de la Belgique. De nouvelles négociations commencent alors en vue de préparer la scission du Limbourg, dont la partie orientale doit être rendue aux Pays-Bas, ainsi que la scission du Luxembourg, dont la partie de langues germaniques doit être rendue  à Guillaume Ier, qui est Grand-duc de Luxembourg et auquel appartient, à titre privé, le territoire luxembourgeois[1].

### Mai
- Mai et juin : protestations contre la restitution aux Pays-Bas d'une partie de la province de Limbourg et au roi grand-duc Guillaume Ier de la partie germanophone (au sens large) du grand-duché de Luxembourg .

### Septembre

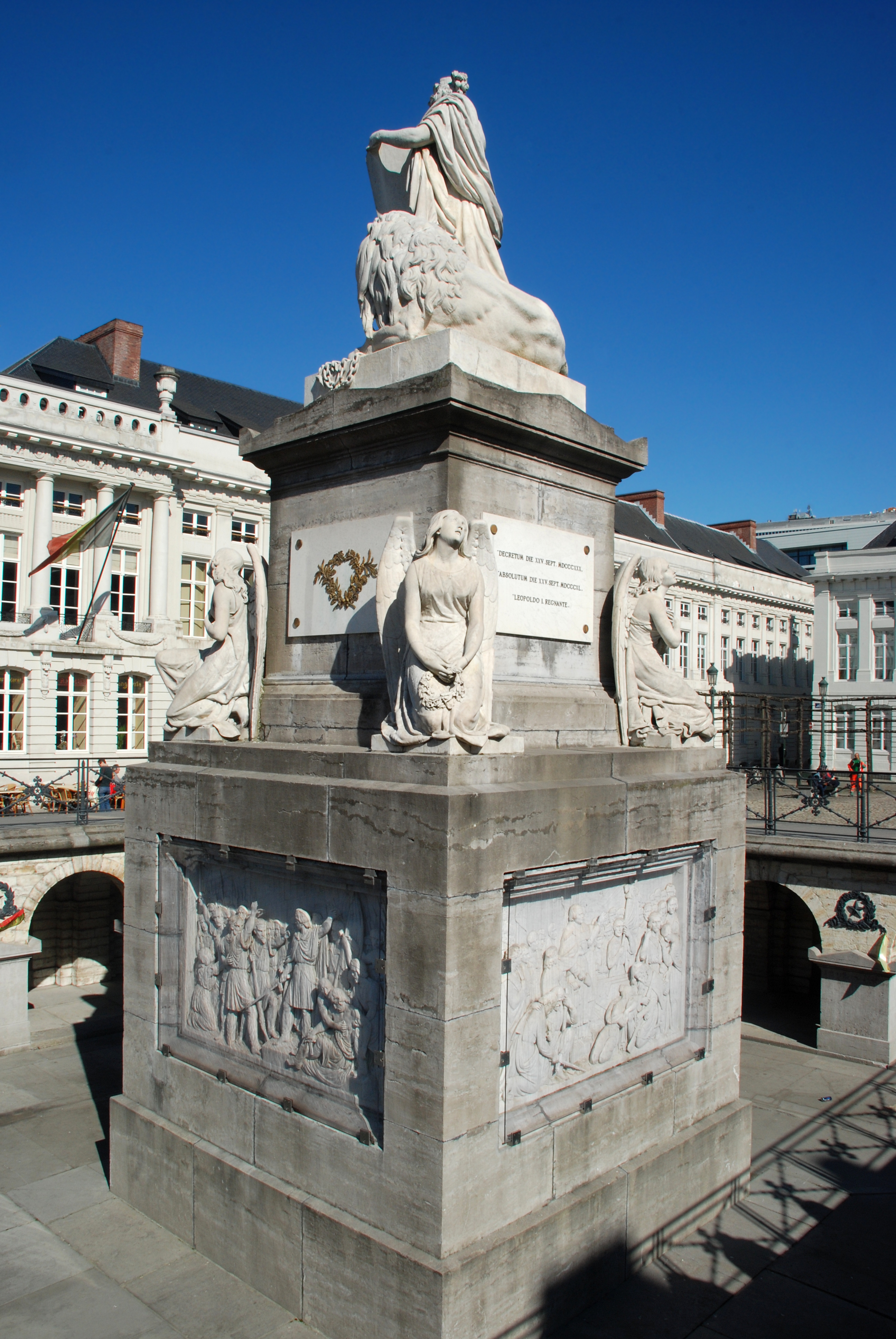
Monument de la place des Martyrs de Bruxelles.

- 24 septembre : inauguration du monument Pro Patria de la place des Martyrs de Bruxelles.

### Décembre
- 11 décembre : la conférence de Londres conclut l’accord définitif sur l’indépendance et la neutralité de la Belgique[1], qui sera complété par le traité du 19 avril 1839.

## Littérature
- Le Lion des Flandres (De Leeuw van Vlaenderen), roman historique de Hendrik Conscience[2].

## Arts
- Romain Eugène Van Maldeghem remporte le prix de Rome belge de peinture[3].

## Naissances
- 29 janvier : Émile Henricot, homme politique.
- 16 avril : Ernest Solvay, chimiste, industriel.
- 23 mai : Édouard Biart, homme politique.
- 7 septembre : Louis Delacenserie, architecte.
- 21 décembre : Gustave van Zuylen, homme politique.

## Décès
- 4 mars : Jean-François Gendebien, avocat, homme politique.
- 3 août : Nicolas Rouppe, homme politique.
- 7 août : Jean-François Van de Velde, évêque de Gand.